# A Fővárosi Nagycirkusz 2020-as évadja
A Fővárosi Nagycirkusz 2020-as évadja január 8-án kezdődött és előreláthatóan december 31-én fog véget érni. A Nagycirkusz nyolcadik nemzeti cirkuszévadja során legalább három különböző új előadást tűznek műsorra, valamint az évad nyitásaként ismét megrendezésre kerül a Budapesti Nemzetközi Cirkuszfesztivál.

## Az évad műsorai
| Az előadás címe                           | Szezon      | Premier előadás                                            | Utolsó előadás      | Megjegyzés                                                     |
| ----------------------------------------- | ----------- | ---------------------------------------------------------- | ------------------- | -------------------------------------------------------------- |
| 13. Budapesti Nemzetközi Cirkuszfesztivál | fesztivál   | 2020. január 8.                                            | 2020. január 13.    | A Budapesti Nemzetközi Cirkuszfesztivál tizenharmadik versenye |
| Fesztivál +                               | tél         | 2020. január 18.                                           | 2020. március 15.   | A 13. fesztivál válogatásműsora                                |
| Tündértánc                                | tavasz–nyár | 2020. március 28. (tervezett) 2020. július 18. (tényleges) | 2020. szeptember 6. | Klasszikus cirkuszi előadás                                    |

### Egyéb programok
- 2020. február 4.: Dzsungel könyve (A Baross Imre Artistaképző előadása)

## Fesztivál +
A hagyományokhoz híven, a 13. Budapesti Nemzetközi Cirkuszfesztivált a Fesztivál + című utóműsor követte, amely nemzetközi műsorral örvendeztette meg azokat a nézőket, akik lemaradtak a fesztiválról. Az előadást 2020. január 18-án mutatták be.

### Műsorszámok
- Duo Anastasiya – lengő trapéz (Fehéroroszország)
- Semyon Krachinov – zsonglőr (Oroszország)
- Emelin & Zagorsky – bohócok (USA, Fehéroroszország)
- Roberto Vargas Junior – rola bola (Magyarország)
- Yves & Ambra – tissue (Spanyolország, Olaszország)[megj 1]
- ifj. Richter József és Merrylu Richter – pas de deux (balett lóháton) (Magyarország)
- MAYYA – fliegende (Oroszország)
- Chinese National Acrobatic Troupe – zsonglőrök (Kína)
- Trio Black Diamond – gúlaszám (Etiópia)
- Duo Togni – gurtni (Magyarország, Olaszország)
- Alania Troupe – dzsigit (Oroszország, Oszétia)

## Tündértánc

### Műsorszámok
- Kolev Sisters – duo emelőszám (Olaszország, Bulgária)
- Gusarov’s Ground Fly – álló sitz (Oroszország)
- Zhenyu Li – lengő handstand (Kína)
- Duo Fosset – hangaperzs (Magyarország, Nagy-Britannia)
- Odyss Contortion – kaucsukszám (Mongólia)
- Zola csoport – deszka szám (Mongólia)
- The Flying Wulber – fliegende (Olaszország)
- Svetlana Krachinova – vadászmenyét és macska szám (Oroszország)
- Planshet Theatre – pantomim (Ukrajna)
- Rocksisters – illuzió szám (Olaszország)
- Skokov csoport – hintaszám (Oroszország)